# Cybister ellipticus
Cybister ellipticus är en skalbaggsart som beskrevs av Leconte 1852. Cybister ellipticus ingår i släktet Cybister och familjen dykare. Inga underarter finns listade i Catalogue of Life.

## Bildgalleri

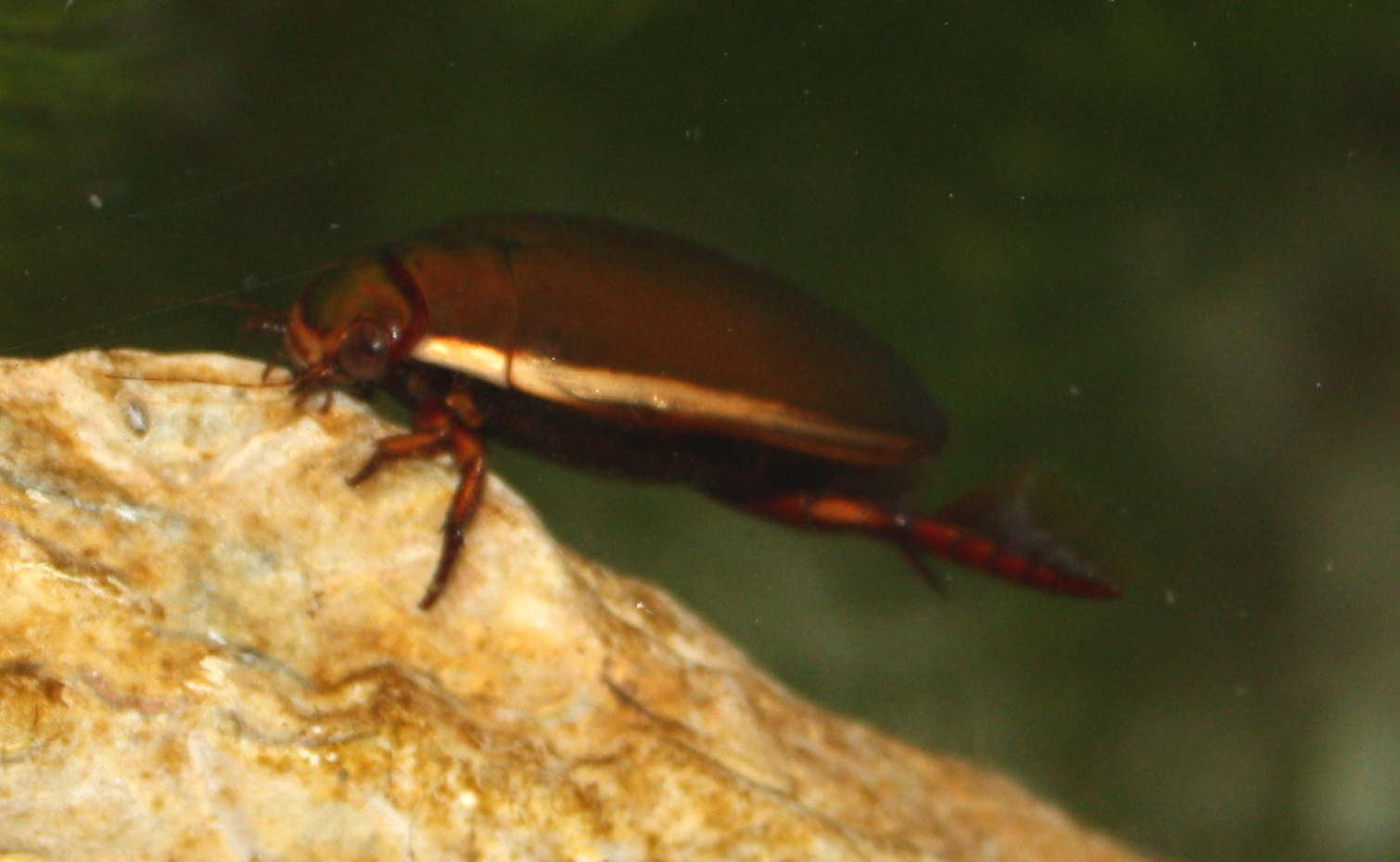
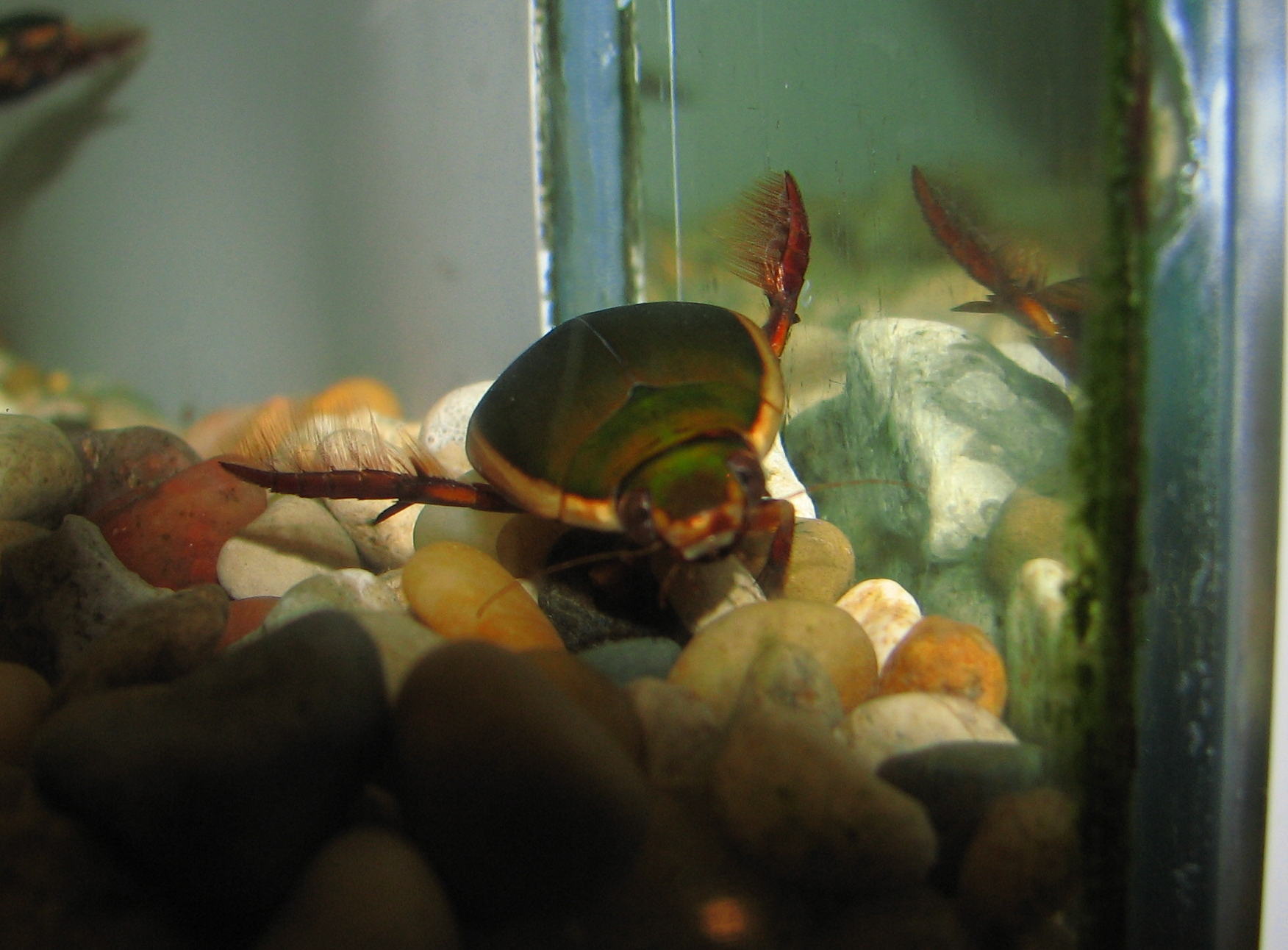
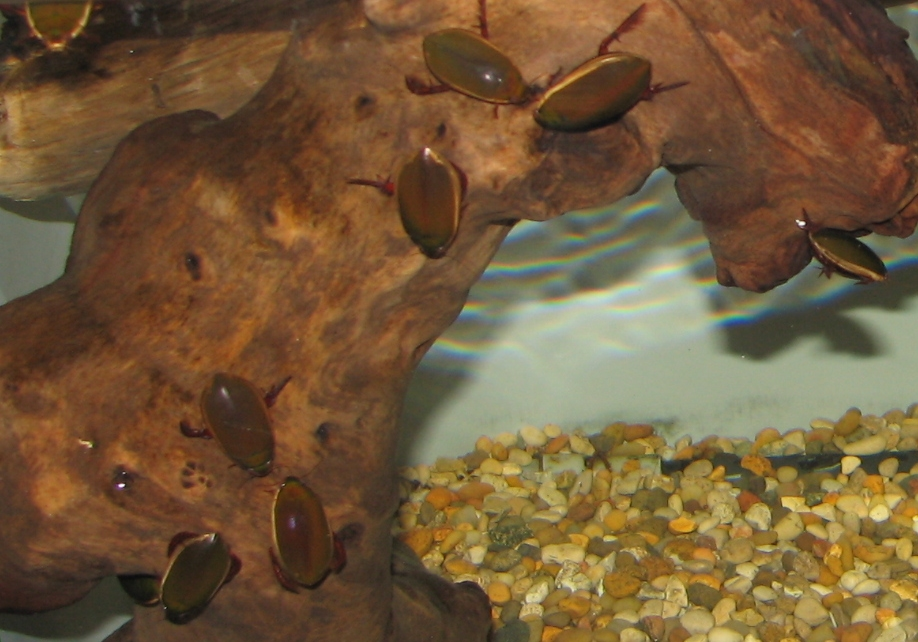